# Campeonato Asiático de Atletismo de 2015 - 100 m masculino
A prova dos 100 metros masculino do Campeonato Asiático de Atletismo de 2015 foi disputada entre os dias 3 e 4 de junho de 2015 no Wuhan Stadium em Wuhan, na China. 

## Recordes
Antes desta competição, os recordes mundiais e do campeonato nesta prova eram os seguintes:
|                       | Nome           | Nacionalidade | Tempo | Local  | Data                 |
| --------------------- | -------------- | ------------- | ----- | ------ | -------------------- |
| Recorde mundial       | Usain Bolt     | Jamaica       | 9s 58 | Berlim | 16 de agosto de 2009 |
| Recorde do campeonato | Samuel Francis | Catar         | 9s 99 | Amã    | 26 de julho de 2007  |
| Recorde asiático      | Samuel Francis | Catar         | 9s 99 | Amã    | 26 de julho de 2007  |

Os seguintes recordes foram estabelecidos durante esta competição:
| Data       | Evento | Atleta            | Nacionalidade | Tempo | Notas |
| ---------- | ------ | ----------------- | ------------- | ----- | ----- |
| 4 de junho | Final  | Femi Seun Ogunode | Catar         | 9s 91 | ,     |

## Medalhistas
| Ouro                    | Prata               | Bronze             |
| Femi Seun Ogunode (QAT) | Zhang Peimeng (CHN) | Reza Ghasemi (IRI) |

## Cronograma
Todos os horários são locais (UTC+8)
| Data       | Hora  | Evento    |
| ---------- | ----- | --------- |
| 3 de junho | 09:40 | Bateria   |
| 3 de junho | 16:10 | Semifinal |
| 4 de junho | 16:35 | Final     |

## Resultados

### Bateria
Qualificação: 4 atletas de cada bateria  (Q) mais os  4 melhores qualificados (q). 
| Posição | Bateria | Atleta                   | Nacionalidade  | Tempo | Notas |
| ------- | ------- | ------------------------ | -------------- | ----- | ----- |
| 1       | 3       | Femi Seun Ogunode        | Catar          | 10.12 | Q     |
| 2       | 5       | Zhang Peimeng            | China          | 10.39 | Q     |
| 3       | 2       | Xie Zhenye               | China          | 10.42 | Q     |
| 4       | 2       | Francis Samuel Adelebari | Catar          | 10.45 | Q     |
| 5       | 1       | Reza Ghasemi             | Irão           | 10.46 | Q     |
| 6       | 4       | Meshaal Al-Mutairi       | Kuwait         | 10.50 | Q     |
| 7       | 3       | Yang Yang                | China          | 10.53 | Q     |
| 8       | 5       | Liaqat Ali               | Paquistão      | 10.53 | Q     |
| 9       | 1       | Barakat Al-Harthi        | Omã            | 10.54 | Q     |
| 10      | 4       | Kim Kuk-young            | Coreia do Sul  | 10.60 | Q     |
| 11      | 2       | Kazuma Oseto             | Japão          | 10.62 | Q     |
| 12      | 1       | Hassan Saaid             | Maldivas       | 10.68 | Q     |
| 13      | 4       | Yuki Koike               | Japão          | 10.70 | Q     |
| 14      | 3       | Kim Woo-sam              | Coreia do Sul  | 10.71 | Q     |
| 15      | 3       | Khalid Al-Ghailani       | Omã            | 10.73 | Q     |
| 16      | 1       | Himasha Eashan           | Sri Lanka      | 10.73 | Q     |
| 17      | 1       | Yang Chun-han            | Taipé Chinesa  | 10.74 | q     |
| 18      | 4       | Shen Yu-Sen              | Taipé Chinesa  | 10.76 | Q     |
| 19      | 5       | Yasir Al-Nashri          | Arábia Saudita | 10.77 | Q     |
| 20      | 2       | Harith Ammar Sobri       | Malásia        | 10.79 | Q     |
| 21      | 4       | Bandit Chuangchai        | Tailândia      | 10.86 | q     |
| 22      | 5       | Battulgyn Achitbileg     | Mongólia       | 10.90 | Q     |
| 23      | 2       | Davron Atabaev           | Tajiquistão    | 10.90 | q     |
| 24      | 3       | Li Lut Yin               | Hong Kong      | 10.92 | q     |
| 25      | 5       | Khairyll Amir Bin Tumadi | Singapura      | 10.93 |       |
| 26      | 4       | Noureddine Hadid         | Líbano         | 10.95 |       |
| 27      | 1       | Subur Santoso            | Indonésia      | 10.99 |       |
| 28      | 2       | Hussain Haleem           | Maldivas       | 11.01 |       |
| 29      | 4       | Ganboldyn Shijirbaatar   | Mongólia       | 11.14 |       |
| 30      | 2       | Nguyen Ngoc An           | Vietname       | 11.15 |       |
| 31      | 5       | Masbah Ahmmed            | Bangladesh     | 11.19 |       |
| 32      | 1       | Aasish Chaudhary         | Nepal          | 11.26 |       |
| 33      | 3       | Saiyfon Luangsulin       | Laos           | 11.56 |       |
| 34      | 3       | Pen Sokong               | Camboja        | 11.66 |       |

### Semifinal
Qualificação: 2 atletas de cada bateria  (Q) mais os  2 melhores qualificados (q).
| Posição | Bateria | Atleta                    | Nacionalidade  | Tempo | Notas            |
| ------- | ------- | ------------------------- | -------------- | ----- | ---------------- |
| 1       | 2       | Femi Seun Ogunode         | Catar          | 9.97  | Q,               |
| 2       | 3       | Reza Ghasemi              | Irão           | 10.28 | Q                |
| 3       | 1       | Zhang Peimeng             | China          | 10.29 | Q                |
| 4       | 2       | Francis Samuel Adelebari  | Catar          | 10.29 | Q                |
| 5       | 1       | Meshaal Al-Mutairi        | Kuwait         | 10.32 | Q                |
| 6       | 3       | Xie Zhenye                | China          | 10.33 | Q                |
| 7       | 2       | Yang Yang                 | China          | 10.53 | q                |
| 8       | 3       | Barakat Al-Harthi         | Omã            | 10.37 | q                |
| 9       | 1       | Kazuma Oseto              | Japão          | 10.45 |                  |
| 10      | 3       | Kim Kuk-young             | Coreia do Sul  | 10.47 |                  |
| 11      | 3       | Yang Chun-han             | Taipé Chinesa  | 10.48 |                  |
| 12      | 2       | Hassan Saaid              | Maldivas       | 10.50 | =                |
| 13      | 1       | Himasha Waththakankanamge | Sri Lanka      | 10.52 |                  |
| 14      | 2       | Harith Ammar Sobri        | Malásia        | 10.58 |                  |
| 15      | 1       | Battulgyn Achitbileg      | Mongólia       | 10.65 | Recorde nacional |
| 16      | 2       | Shen Yu-Sen               | Taipé Chinesa  | 10.66 |                  |
| 17      | 1       | Liaqat Ali                | Paquistão      | 10.66 |                  |
| 18      | 2       | Li Lut Yin                | Hong Kong      | 10.67 |                  |
| 19      | 1       | Kim Woo-sam               | Coreia do Sul  | 10.67 |                  |
| 20      | 3       | Khalid Al-Ghailani        | Omã            | 10.68 |                  |
| 21      | 3       | Bandit Chuangchai         | Tailândia      | 10.69 |                  |
| 22      | 1       | Davron Atabaev            | Tajiquistão    | 10.75 |                  |
| 23      | 3       | Yasir Al-Nashri           | Arábia Saudita | 13.88 |                  |
| 24      | 2       | Yuki Koike                | Japão          | DNS   |                  |

### Final
A final da prova ocorreu dia 4 de junho às 16:35.
| Posição           | Raia | Atleta                   | Nacionalidade | Reação | Resultados | Notas            |
| ----------------- | ---- | ------------------------ | ------------- | ------ | ---------- | ---------------- |
| Medalha de ouro   | 6    | Femi Seun Ogunode        | Catar         | 0.160  | 9.91       | ,                |
| Medalha de prata  | 5    | Zhang Peimeng            | China         | 0.141  | 10.15      |                  |
| Medalha de bronze | 4    | Reza Ghasemi             | Irão          |        | 10.19      |                  |
| 4                 | 9    | Xie Zhenye               | China         | 0.167  | 10.25      |                  |
| 5                 | 2    | Yang Yang                | China         |        | 10.27      |                  |
| 6                 | 8    | Meshaal Al-Mutairi       | Kuwait        | 0.140  | 10.27      | Recorde nacional |
| 7                 | 3    | Barakat Al-Harthi        | Omã           |        | 10.29      |                  |
| 8                 | 7    | Francis Samuel Adelebari | Catar         | 0.129  | 10.31      |                  |

Legenda
| Recorde mundial       | Recorde mundial (World record)               |                       | Recorde africano                      | Recorde africano (African) |                                           | Q | Classificado por posição (Qualified) |
| Recorde do campeonato | Recorde do campeonato (Championship record)  | Recorde da América    | Recorde da América (Americas)         | q                          | Classificado por melhor tempo (Qualified) |   |                                      |
| Melhor marca do ano   | Melhor marca do ano (World leading)          | Recorde asiático      | Recorde asiático (Asian)              | DNS                        | Não largou (Did not start)                |   |                                      |
| Recorde nacional      | Recorde nacional (National record)           | Recorde europeu       | Recorde europeu (European)            | DNF                        | Não terminou (Did not finish)             |   |                                      |
| Recorde pessoal       | Recorde pessoal do atleta (Personal best)    | Recorde da Oceania    | Recorde da Oceania (Oceania)          | DSQ / DQ                   | Desclassificado (Disqualified)            |   |                                      |
| Recorde da temporada  | Recorde da temporada do atleta (Season best) | Recorde sul-americano | Recorde sul-americano (South America) | NM                         | Sem marca (No mark)                       |   |                                      |